# Distrito de Aszód
El distrito de Aszód (húngaro: Aszódi járás) es un distrito húngaro perteneciente al condado de Pest.
En 2013 tiene 36 992 habitantes. Su capital es Aszód.

## Municipios
El distrito tiene 2 ciudades (en negrita), 2 pueblos mayores (en cursiva) y 7 pueblos (población a 1 de enero de 2013):
- Aszód (6163) – la capital
- Bag (3710)
- Domony (2159)
- Galgahévíz (2489)
- Galgamácsa (1854)
- Hévízgyörk (2997)
- Iklad (2031)
- Kartal (5617)
- Vácegres (849)
- Verseg (1402)
- Tura (7721)